# Brome and Oakley
Brome and Oakley is een civil parish in het bestuurlijke gebied Mid Suffolk, in het Engelse graafschap Suffolk met 475 inwoners.